# Nicolás Guillén

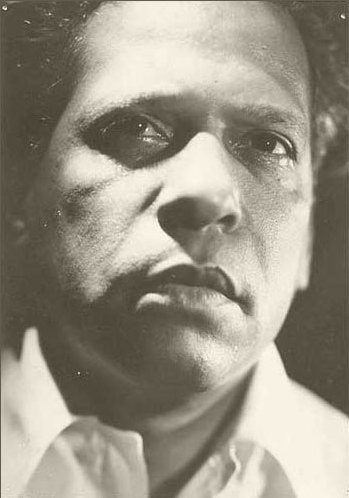
Nicolás Guillén

Nicolás Guillén född 10 juli 1902 i Camagüey, död 16 juli 1989 i Havanna, var en kubansk författare, journalist och poet.
Guillén började som journalist. Under 1920-talet var han en av de främsta företrädarna för en "rytmisk afrokubansk poesi". Guillén sökte med sina dikter förena afrikanska och kubanska element mot slaveriets, kolonialismens och rasdiskrimineringens bakgrund, bland annat influerad av den afroamerikanske diktaren Langston Hughes. Som poet hade han sin storhetstid under 1930-talet.
Efter att ha suttit fängslad en period för oppositionell aktivitet gentemot Kubas president Gerardo Machado blev Guillén medlem i Kubas kommunistiska parti 1937. Som journalist rapporterade han på plats från spanska inbördeskriget. Han levde många år i exil, men återvände till sitt hemland efter den kubanska revolutionens seger 1959. I över 25 år var Guillén ordförande för det kubanska författarförbundet, och ansågs ofta som Kubas nationalskald. Han tilldelades Stalins fredspris 1954, Internationella Botevpriset 1976, och blev den förste att tilldelas Kubas nationella litteraturpris 1983.